# Ленола
Ленола (итал. Lenola) је насеље у Италији у округу Латина, региону Лацио.
Према процени из 2011. у насељу је живело 2855 становника. Насеље се налази на надморској висини од 440 м.

## Становништво
Према резултатима пописа становништва 2011. у општини је живело 4.155 становника.
| 1936. | 1951. | 1961. | 1971. | 1981. | 1991. | 2001. | 2011. |
| ----- | ----- | ----- | ----- | ----- | ----- | ----- | ----- |
| 3.269 | 3.720 | 3.804 | 3.690 | 3.705 | 4.087 | 4.131 | 4.155 |